# Deutschland (1900)
Pour les articles homonymes, voir Deutschland.
Le Deutschland est un paquebot transatlantique allemand de la HAPAG. Construit pour battre des records de vitesse, il souffre de vibrations très prononcées qui lui valent le surnom de Cocktail Shaker. En 1910, il est renommé Viktoria Luise, puis Hansa en 1921. S'il est l'un des paquebots allemands qui ont l'honneur d'avoir obtenu le Ruban bleu, il est aussi l'un des rares paquebots allemands de quelque importance à ne pas avoir été cédé aux Alliés à l'issue de la Première Guerre mondiale. Devenu inutile, il est retiré du service en 1924 et démoli l'année suivante.

## Histoire

### Paquebot de ligne:Deutschland
Le Deutschland est mis en chantier en 1899 à Stettin dans les chantiers AG Vulcan Stettin. La HAPAG, sous l'impulsion de son président Albert Ballin veut en effet un paquebot imposant et rapide pour faire face à la concurrence des autres compagnies maritimes allemandes et britanniques. Le navire est lancé le 10 janvier 1900. Par son tonnage, il dépasse le Kaiser Wilhelm der Grosse, son principal concurrent, mais ne dépasse pas la longueur de l’Oceanic (plus long navire au monde) ni le tonnage du Great Eastern (détenteur du record depuis 1858). La silhouette du navire est proche de son prédécesseur de la Norddeutscher Lloyd (NDL), avec ses quatre cheminées groupées par deux.
S'il n'est pas le plus gros paquebot au monde, le Deutschland n'en est pas moins le plus rapide. C'est même sur ce dernier point que se base la publicité faite à ce navire. Il obtient le Ruban bleu lors de sa traversée inaugurale débutée le 4 juillet 1900 avec une vitesse moyenne de 22,42 nœuds, en traversant l'Atlantique en 5 jours, 15 heures et 46 minutes, battant le record du Kaiser Wilhelm der Grosse. Cependant, cette vitesse s'est développée au détriment du confort, car elle entraîne d'intenses vibrations. Ses aménagements n'en restent pas moins luxueux, mais il est impossible de le lancer à pleine vitesse, sous peine de rendre la traversée invivable aux passagers. Le problème est aggravé par le fait que le paquebot est un gros consommateur de charbon. Le navire bat rapidement son propre record de vitesse, se fait subtiliser en 1902 le Ruban bleu par le Kronprinz Wilhelm, le lui reprend l'année suivante et conserve la récompense jusqu'à l'avènement des « lévriers des mers » en 1907.
En 1906 il engage une course de vitesse avec le paquebot français La Provence. À bord des deux navires, des milliardaires comme Rockefeller et Vanderbilt prennent les paris. C'est finalement le navire français qui remporte la course, sans toutefois battre le record de son adversaire.
Le Deutschland est l'un des cinq paquebots à quatre cheminées jamais construits par l'Allemagne et le seul construit par la HAPAG.

### Aménagements intérieurs

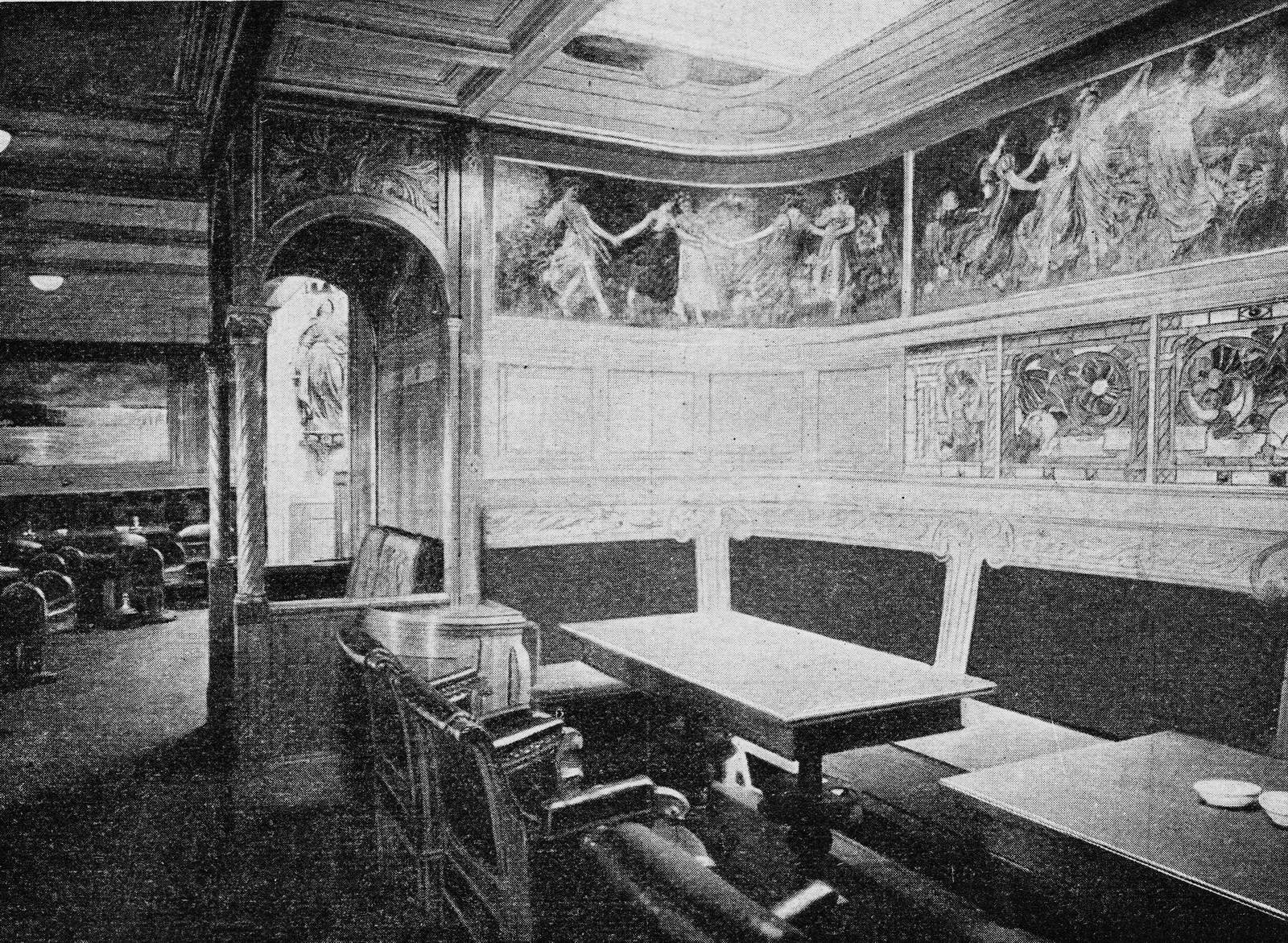
Le fumoir
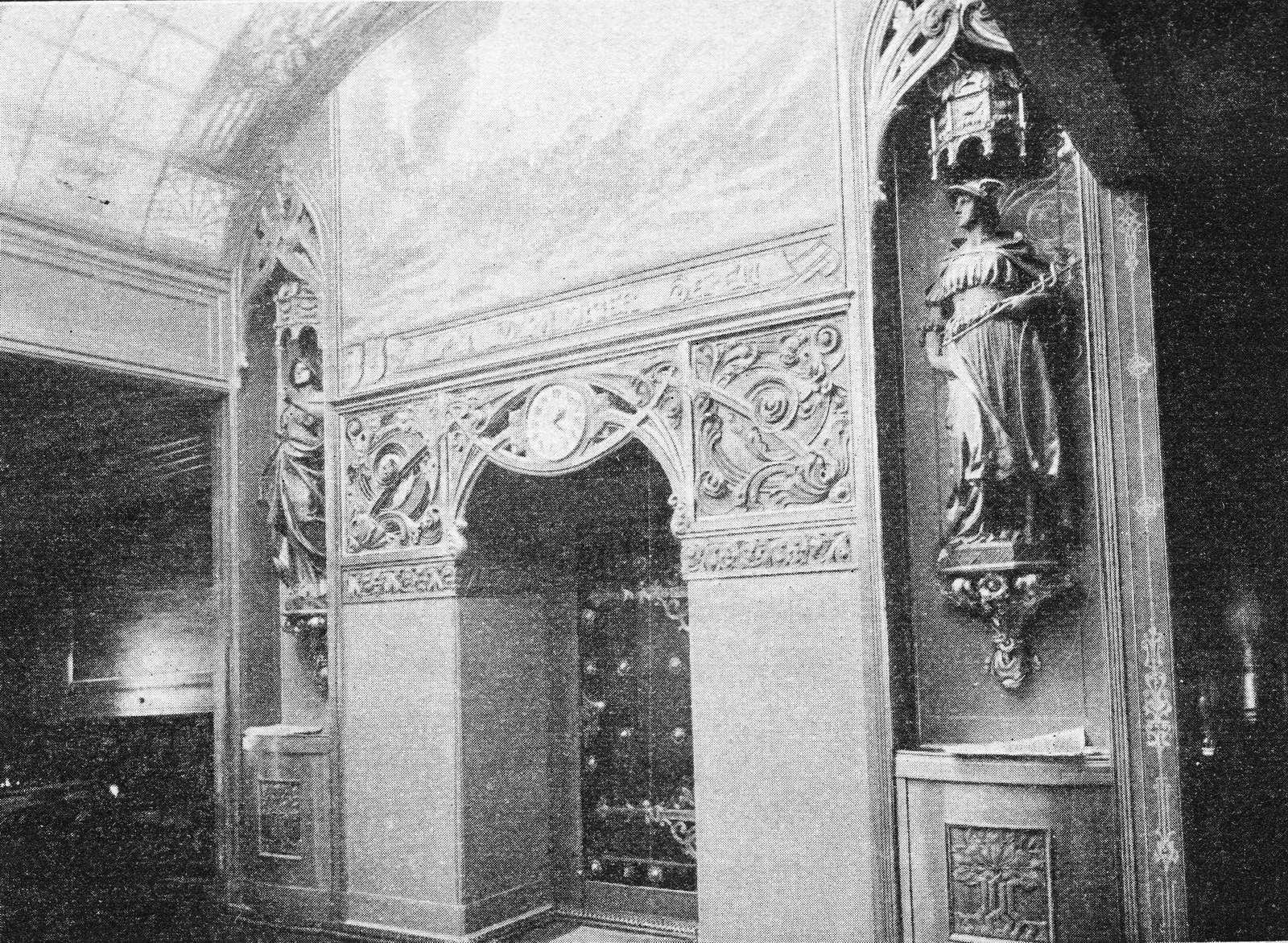
Le fumoir
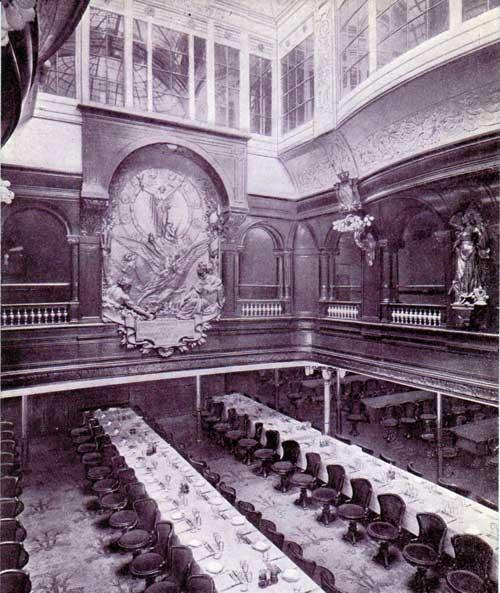
La salle à manger de la première classe
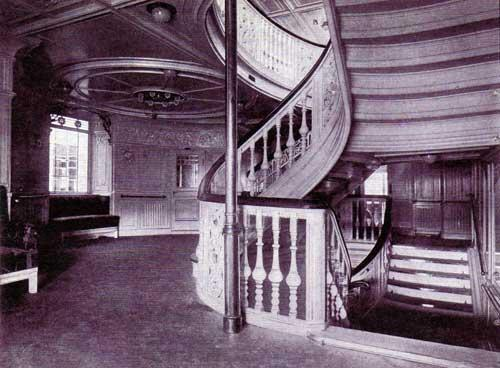
L'escalier de la première classe

### Navire de croisière:Viktoria Luise

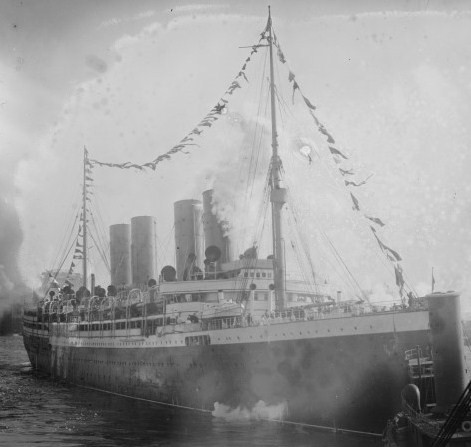
Le Viktoria Luise à son arrivée à New York.

En raison de sa très forte consommation de charbon, le Deutschland subit une lourde refonte en octobre 1910. Les machines sont réduites et la décoration intérieure devient celle d'un navire de croisière. Il est également repeint en blanc et adapté pour ne transporter que 500 passagers de première classe. Le Deutschland, renommé Viktoria Luise du nom d'une des filles du Kaiser, Victoria-Louise de Prusse, est ainsi retiré des lignes transatlantiques pour devenir un paquebot de croisière.
C'est sur ce navire, pendant les régates organisées dans le port de Kiel en 1914, que le Kaiser Guillaume II d'Allemagne apprit l'assassinat de l'archiduc François-Ferdinand d'Autriche qui allait déboucher sur la Première Guerre mondiale. Pendant celle-ci, il est transformé en croiseur auxiliaire, mais ne peut être utilisé, en raison de son installation de chaudières non convenable pour ce genre d'entreprise. Le Viktoria Luise est donc immobilisé durant toute la durée de la guerre.

### Transport d'immigrants:Hansa

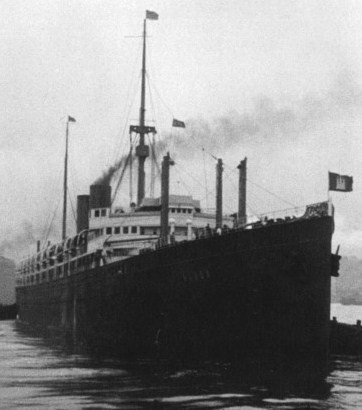
Le Hansa n'a plus que deux cheminées.

Lors de la signature du Traité de Versailles, le Viktoria Luise subit une humiliation supplémentaire. En effet, en raison de son mauvais état, le navire n'est pas réclamé par les Alliés au titre des dommages de guerre, au contraire de la quasi-totalité de la flotte allemande, en particulier l’Imperator et ses sister-ships. Il est donc en 1919 le seul grand paquebot à être sous pavillon allemand.
En 1921, il est converti en navire d'immigrants sous le nom de Hansa et perd deux de ses cheminées. Quant à sa coque, elle est intégralement repeinte en noir. Il reprend son service transatlantique en ne transportant plus que des passagers de troisième classe. Les lois américaines sur l'immigration mettent fin à sa carrière en 1924 et conduisirent à sa démolition en 1925 à Hambourg.